# Ulica Lipowa w Łodzi
Ulica Lipowa – ulica w Łodzi o długości około 1,4 km, przebiegająca południkowo na Starym Polesiu, w dzielnicy Polesie.

## Przebieg ulicy
Ulica Lipowa rozpoczyna się na wysokości ul. Adama Próchnika, stykając się z nią pod kątem prostym (ulica Lipowa odchodzi od tego styku na południe, zaś ulica Adama Próchnika – na wschód). Następnie przebiega kolejno przez skrzyżowania z ulicami: aleją 1 Maja, Stanisława Więckowskiego, Zieloną, 6 Sierpnia, Andrzeja Struga i Marii Skłodowskiej-Curie. Kończy się skrzyżowaniem z ulicą Mikołaja Kopernika w pobliżu Uniwersyteckiego Szpitala Klinicznego im. Wojskowej Akademii Medycznej – Centralnego Szpitala Weteranów. Ulica Lipowa jest drogą jednokierunkową na odcinku od ul. Próchnika do al. 1 Maja, a ruch na tym odcinku odbywa się z południa na północ, w kierunku ul. Próchnika. Pozostały odcinek (al. 1 Maja – ul. Kopernika) jest dwukierunkowy.

## Historia
Ulica Lipowa została wytyczona w 1888 r. po wycięciu w tym miejscu dawnego lasu miejskiego, który rozparcelowano w 1860 r. W tym czasie przedłużono również ulice przecinające Piotrkowską (w tym Zieloną i Przejazd). Przecinały one także Wólczańską i ulice równoległe do niej, między innymi obecne Lipowa i Żeligowskiego. W latach 20. i 30. XX w. przy ulicy Lipowej wzniesiono dużą liczbę kamienic czynszowych charakterystycznych dla zabudowy Łodzi w okresie międzywojennym. Ulica Lipowa od początku istnienia nigdy nie zmieniała swojej nazwy, jedynie podczas okupacji niemieckiej (1939-1945) nazywała się Schleiffenstrasse.